# Maurizio Sacconi
Maurizio Sacconi (Conegliano, 13 juli 1950) is een Italiaans politicus en voormalig minister van Arbeid, Gezondheid en Sociale Zaken.

## Carrière
In de jaren 70 en 80' van de vorige eeuw was Sacconi actief voor de Partito Socialista Italiano (PSI), in 1979 werd hij namens deze partij verkozen als parlementslid. Na driemaal herkozen geweest te zijn (1983, 1987 en 1992) heeft Sacconi zijn lidmaatschap opgezegd in de nasleep van het Tangentopoli schandaal. Vervolgens is hij toegetreden tot Forza Italia, de partij van Silvio Berlusconi.
Van 1994 tot 2001 werkte Sacconi voor de International Labour Organisation (ILO) te Genève. In 2001 werd hij opnieuw gekozen als parlementslid en in 2006 werd hij tot staatssecretaris in het tweede en derde "Kabinet Berlusconi" benoemd.
Bij de verkiezingen van 2006 werd Sacconi gekozen als senator. Vanaf mei 2008 is Sacconi echter minister van het nieuwe en samengevoegde ministerie van Arbeid, Gezondheid en Welzijn.

## Privéleven
Sacconi is getrouwd met Enrica Giorgetti en heeft één zoon.